# Mastixiodendron pilosum
Mastixiodendron pilosum är en måreväxtart som beskrevs av Albert Charles Smith. Mastixiodendron pilosum ingår i släktet Mastixiodendron och familjen måreväxter. Inga underarter finns listade i Catalogue of Life.